# Северо-Маньчжурский особый район
Северо-Маньчжурский особый район (кит. трад. 北滿特別區, упр. 北满特别区, пиньинь Běimǎn tèbiéqū, палл. Бэймань тэбецюй) — административная единица Маньчжоу-го.
В соответствии с договором о строительстве КВЖД от 1896 года, территория прохождения магистрали была арендована на 80 лет и являлась «полосой отчуждения», которая управлялась русской администрацией. В 1920 году власти Китайской республики отменили право экстерриториальности для подданных Российской империи, и преобразовали полосу отчуждения КВЖД в Особый район Восточных провинций. В 1926 году в составе Особого района Восточных провинций была образована отдельная административная единица — «Особый город Харбин».
После захвата китайского Северо-Востока Японией и образования в 1932 году марионеточного государства Маньчжоу-го, одним из создателей которого стал глава Особого района Чжан Цзинхуэй, Особый район Восточных провинций стал единицей административно-территориального деления Маньчжоу-го.
1 июля 1933 года Особый город Харбин был выведен из состава Особого района, и был объединён с городом Биньцзян провинции Цзилинь и городом Сунпу провинции Лунцзян в новую административную единицу — «Особый город Харбин», подчинённую напрямую правительству Маньчжоу-го.
В марте 1935 года правительство СССР продало КВЖД правительству Маньчжоу-го, после чего она была переименована в «Северо-Маньчжурскую железную дорогу», а «Особый район Восточных провинций» был соответственно переименован в «Северо-Маньчжурский особый район».
В связи с прекращением необходимости соблюдения особого статуса полосы, прилегающей к железной дороге, в 1935 году правительство Маньчжоу-го приняло решение о ликвидации Северо-Маньчжурского особого района. Хайлар и Маньчжурия остались отдельными населёнными пунктами, а прочие остававшиеся под юрисдикцией Особого района станции вошли в состав тех уездов и аймаков, на территориях которых они располагались.